# Троицкого (пещера)
Пещера Троицкого, Пещера Харьковская (КН 252-7) — карстовая пещера вертикального типа (шахта) на плато горного массива Ай-Петринская яйла в Крыму. Относится к Горно-Крымской карстовой области.

## Описание
Находится на  Ай-Петринской яйле. Заложена в верхнеюрских известняках. Протяженность 100 м, глубина 60 м, площадь 80 м², объём 1640 м3. Вертикального типа (шахта), категория сложности 1.
Названа в честь исследователя растительного мира Крыма, и в частности, его яйл, профессора-ботаника Крымского государственного педагогического института, председателя Крымского отдела географического общества Николая Александровича Троицкого (1887–1957). Название присвоено Карстовой комиссией Крымской академии наук (КАН) в 1997 году в связи со 110-летием со дня его рождения.
Введена в кадастр пещер Крыма 2 марта 2010 года.